# Negrini (Motorradhersteller)
Negrini war ein italienischer Moped- und Leichtkraftradhersteller mit Sitz in Modena.
Das Unternehmen wurde vermutlich 1954 von Pietro Negrini gegründet. 
Frühe Maschinen hatten 110-cm³- und 123-cm³-Zweitaktmotoren. Später kamen fast ausschließlich 48- und 49-cm³-Motoren von Franco Morini zum Einsatz.
1960 überstieg die Fabrikproduktion 100.000 Einheiten und wuchs 1970 auf 320.000. Kurz darauf übergab Pietro die Leitung des Unternehmens an seinen Sohn Mauro.
Negrini USA wurde 1976 gegründet, als sich im selben Jahr die US-Zulassungs- und Umweltgesetze änderten und die Nachfrage nach kostengünstigen Mopeds stieg.
Aus Angst vor hohen Benzinpreisen stieg die Nachfrage auch nach Negrini Mopeds. in den folgenden Jahren waren die Verkäufe an der Ostküste gut, in den westlichen Bundesstaaten wesentlich schlechter, da es kein Vertriebsnetz an der Westküste gab. Unter den 150 Mopedgeschäften im Großraum Los Angeles waren fast keine Negrini-Händler. Negrini-Mopeds sind in Kalifornien entsprechend selten.
Zu den Negrini-Modellen gehören:
- 1962 Negrini Tourism TT 48cc
- 1966 Negrini Gioietta 48cc
- 1970 Negrini 49cc Trail
- 1972 Negrini Super Sprint 48cc
- 1977–1978 Negrini Harvard Stepthru
- 1977–1978 Negrini Leprotto
- 1977 Negrini MX Sport (Gussräder, Motorrad-Styling)
- 1978–1979 Negrini MX Sport II
- 1981 Negrini Gazelle III
- 1981 Negrini Harvard II (Gussräder)
- 1981 Negrini MX Sport II (Guss- oder Speichenräder)
- 1981 Negrini MX KPN City Cross
- 1981 Negrini MX Gipsy Cross (Trail, ohne Beleuchtung, 16-Zoll-Räder)
- Negrini Farfallino (ein von BM Bonvicini gebauter Roller)
- Negrini 50cc Moped 4-Gang-Morini-Motor mit Dellorto Vergaser